# Máy dò kim loại
Máy dò kim loại hay máy phát hiện kim loại là thiết bị ứng dụng hiện tượng cảm ứng điện từ để phát hiện ra các vật bằng kim loại thông qua độ dẫn điện tốt của chúng.
Máy dò kim loại được sử dụng để phát hiện ra các vật kim loại ẩn dấu đâu đó, hoặc các loại vũ khí như dao, súng,... Từ đó máy được ứng dụng trong lĩnh vực kiểm tra an ninh sân bay, khảo cổ, địa chất, tìm các kho báu, tìm vật chưa nổ (UXO),... Máy dò mìn là một nhóm của máy dò kim loại.
Máy dò kim loại cũng được sử dụng trong ngành xây dựng để phát hiện ra kim loại gia cố trong bê tông, các miếng kim loại lẫn vào, hay các dây kim loại được đặt trong tường và trên sàn nhà.

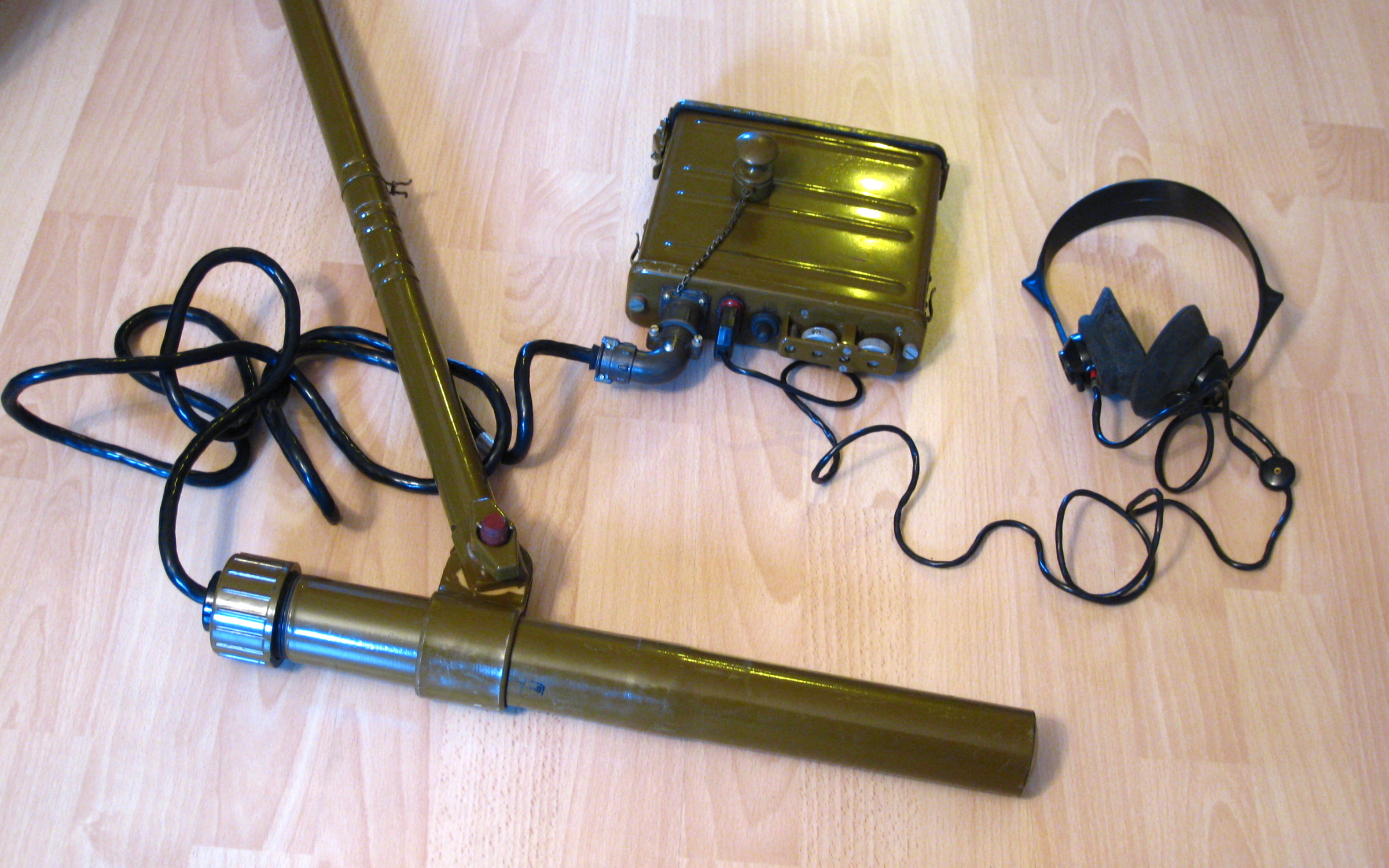
Máy dò mìn IMP-1 của Liên Xô cũ.

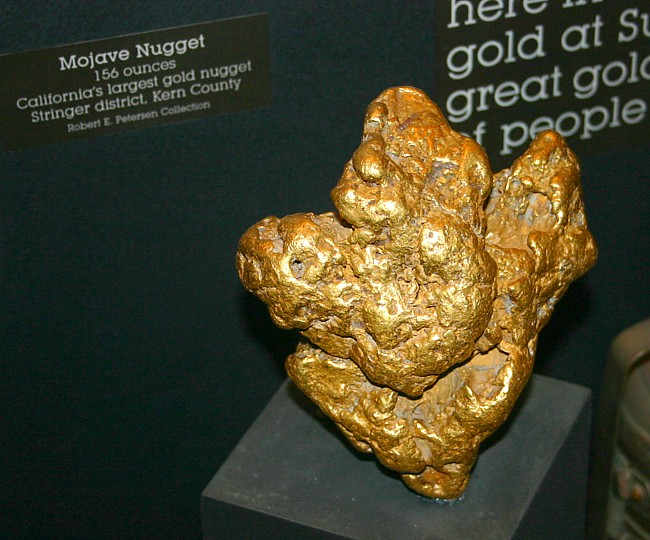
Khối vàng 156 ozt thường gọi là Mojave Nugget, được tìm thấy bằng máy dò kim loại ở sa mạc Nam California.

## Nguyên lý hoạt động
Nguyên lý chung của máy dò kim loại là dùng cuộn dây phát, tạo ra trường điện từ trong môi trường, và cuộn dây thu để thu trường cảm ứng trong vùng không gian dò tìm hiệu dụng của đầu dò.
Nếu không có dị vật kim loại, cuộn dây thu chỉ thu được trường bình thường. Khi có vật kim loại có độ dẫn điện sẽ xuất hiện dòng điện cảm ứng (dòng điện xoáy), làm lệch trường ở vùng cuộn dây thu. Mức lệch trường phụ thuộc độ dẫn, độ lớn vật thể và khoảng cách đến đầu dò.
Kích thước các cuộn dây (đầu dò), công suất phát trường, dạng xung và kiểu phát trường, cách thức xử lý tín hiệu thu,... xác định khả năng phát hiện dị vật với kích thước dị vật và khoảng cách đến đầu dò, và được nêu trong bảng chỉ tiêu kỹ thuật của máy.
Những máy có kiểu phát trường phức tạp và có xử lý tín hiệu thu đặc biệt, ví dụ tách sóng theo pha, thì có độ nhạy cao và dễ sử dụng.

### Máy dò di động
Máy dò di động là dạng nhỏ gọn để dò kim loại trong điều kiện di động. Đầu dò dạng tròn hay chữ nhật có lắp hai cuộn dây phát và thu, lắp thành khung dò có cần đỡ hoặc tay cầm.
Nếu đưa đầu dò lên không khí và xa nơi có vật kim loại, sẽ đo được "trạng thái bình thường", không dị vật. Khi gặp dị vật thì số đo cường độ trường sẽ lớn hơn. Máy được căn chỉnh để khi trường của dị vật đạt mức tối thiểu nào đó thì bật loa báo động.

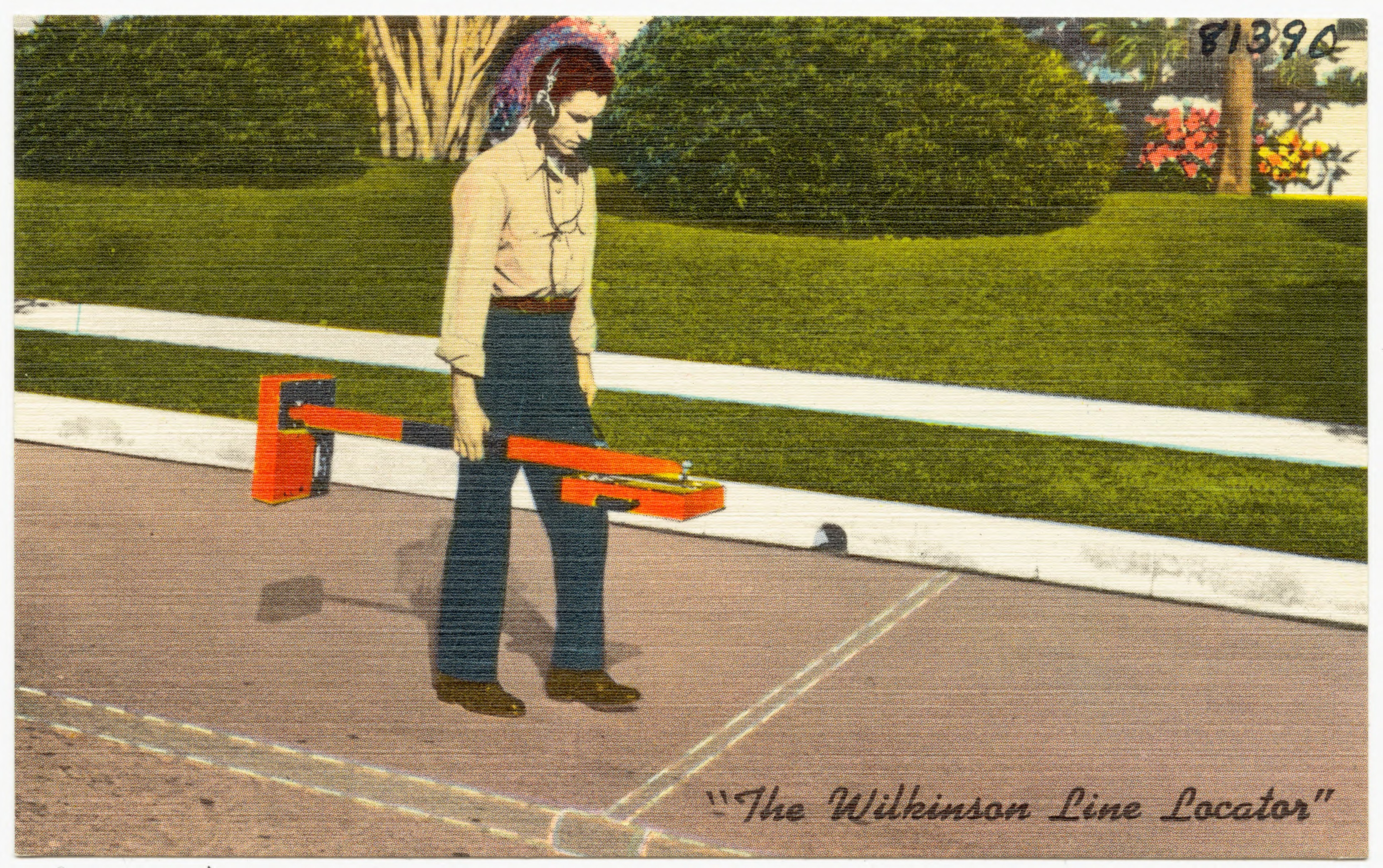
Máy dò đường dây ngầm Wilkinson Line Locator

- Các máy dò cầm tay thì dùng cho tìm dị vật kim loại ở người, hành lý tại các sân bay,... hoặc dò dây điện trong tường, sàn nhà.
- Các máy dò mìn dùng cho dò ở ngoài trời, dò đến tầm sâu 0,3 m. Một số kiểu có thể dò đến 2 m, làm việc được ở dưới nước.[1]
- Các máy dò kim loại cho tầm sâu hơn, trên 5 m, thì cồng kềnh hơn, như máy của hãng Geonics Ltd. (Canada) là M61-MK2A, EM63-3D-MK2,...[2]
- Để dò ở tầm trên 10 m, phải dùng đến các máy đo điện từ có tính năng cao hơn nữa, và thực hiện theo cách thức của phương pháp địa vật lý.

### Máy dò cố định
Tại các cửa an ninh kiểm tra hành lý hay toàn thân người thì máy dò được đặt cố định, có thể lồng ghép với máy dò theo kiểu khác như dò X-quang. Điểm khác biệt là máy dùng nhiều cuộn dây phát và thu cỡ nhỏ đặt ở vị trí xác định. Chương trình cài trong chip điều hành đo quét từng cặp phát - thu sẽ cho ra ảnh thô về các dị vật, phản ánh vị trí, cỡ và mức độ dẫn điện của dị vật đó.
Cấp độ ảnh tùy thuộc số lượng và bố trí cuộn dây, phần mềm điều hành, và tương ứng là giá thành máy. Những máy dò tốt có thể dò các vật dẫn điện yếu như chai nước, tức là không hẳn là kim loại.

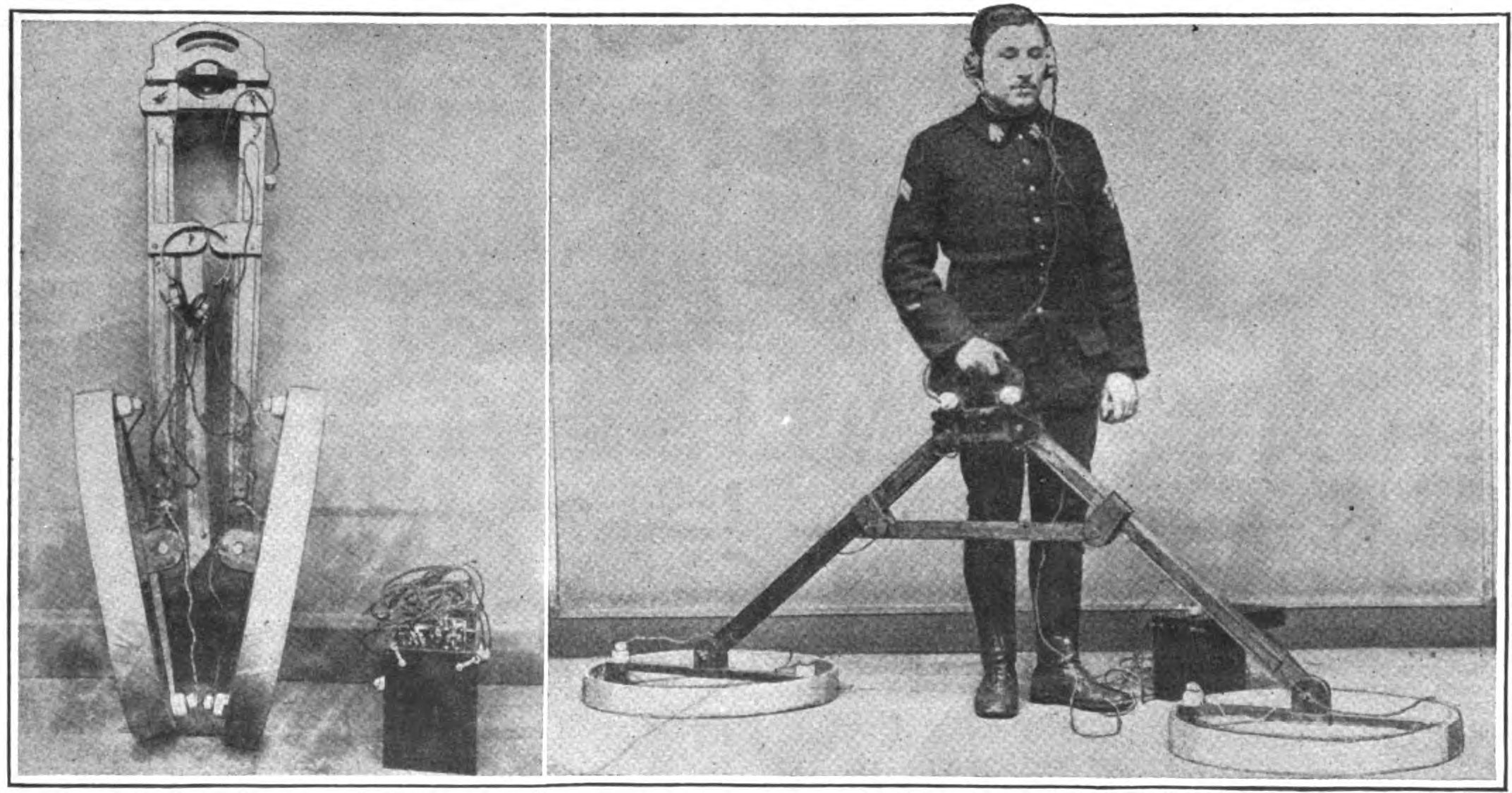
Máy dò năm 1919, dùng cho dò bom chưa nổ ở Pháp sau Thế chiến I.

## Lịch sử và sự phát triển
Từ cuối thế kỷ 19 khi điện kỹ thuật phát triển, thì nhiều nhà khoa học đã quan tâm đến ứng dụng trường điện từ để phát hiện vật kim loại, hoặc kiểm tra chất lượng các khối đúc kim loại.
Tại Đức vào thế kỷ 19 Heinrich Wilhelm Dove phát minh máy dò kim loại dựa trên hệ thống cảm ứng-cân bằng. Tuy ứng dụng còn hạn chế nhưng nguyên lý đo vẫn áp dụng sau này. Các máy dò đạn trong cơ thể cũng được phát triển. Đầu thế kỷ 20 thì các máy dò mìn bom phát triển và hoàn thiện.

## Các ứng dụng của máy phát hiện kim loại
Khi dò tìm di động thì lựa chọn thiết bị dò phải để ý đến khả năng phát hiện dị vật theo kích thước dị vật và khoảng cách đến đầu dò.

### Dò tìm vật chưa nổ
Dò tìm vật chưa nổ (UXO) hay dò mìn, để giải phóng ô nhiễm đạn bom mìn.

### Khảo cổ học
Dò tìm các vật kim loại tại các di chỉ khảo cổ.

### Dò tìm báu vật
Dò tìm báu vật như vàng bạc hay kim loại quý trong tự nhiên hoặc do cất giấu.

### Kiểm tra an ninh

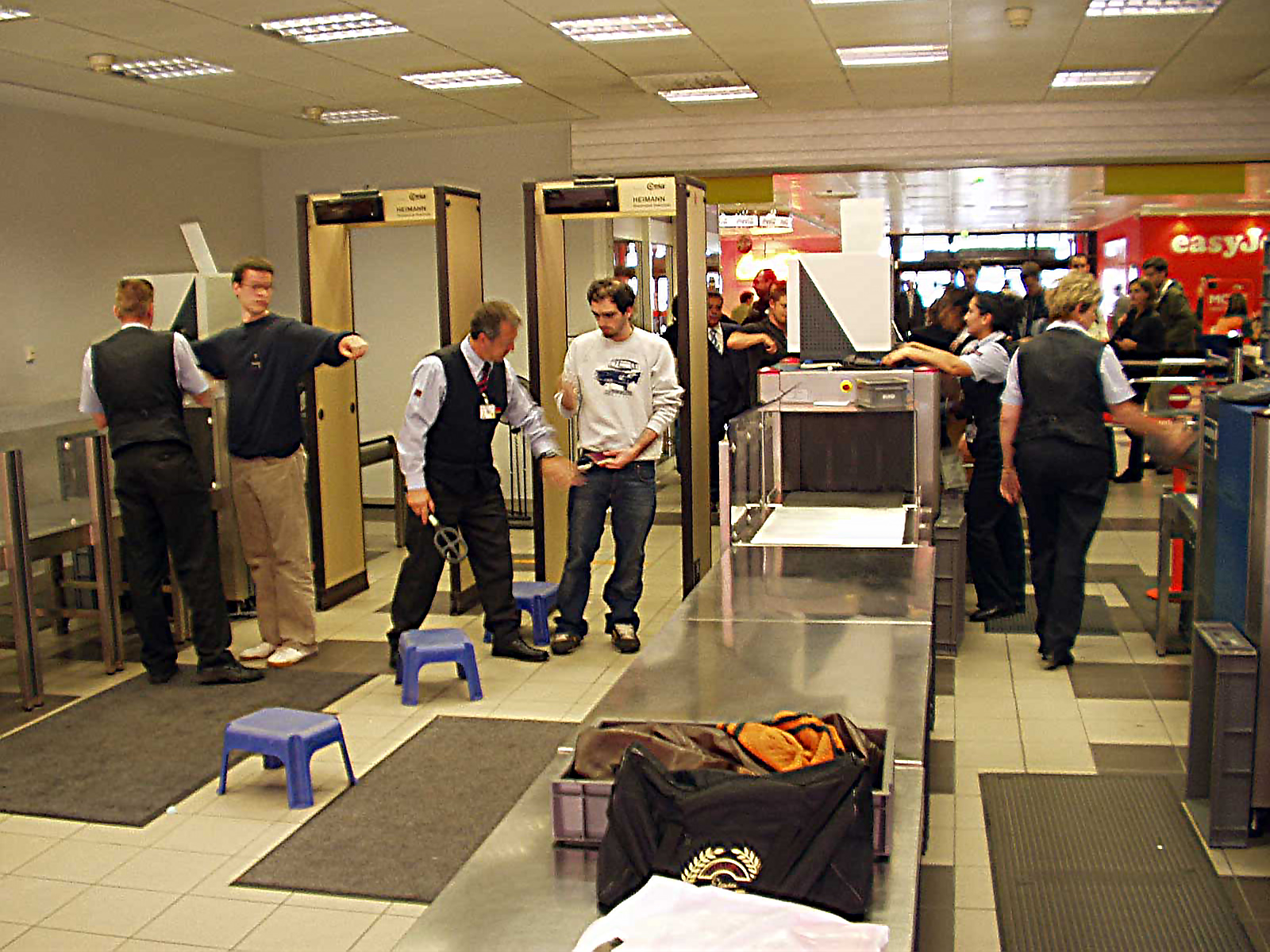
Máy phát hiện kim loại đặt tại sân bay Berlin-Schönefeld (Đức) để kiểm tra hành lý

Những máy phát hiện kim loại đầu tiên đã được phát triển vào những năm 1960 và được sử dụng rộng rãi cho việc dò kim loại và các ứng dụng trong công nghiệp. Chúng đã dần được phát triển và ứng dụng vào lĩnh vực kiểm tra an ninh sân bay. Năm 1995 các hệ thống dò như Metor 200 đã xuất hiện có khả năng xác định gần đúng chiều cao của miếng kim loại trên mặt đất, nó an toàn với người, nhanh chóng xác định được vị trí phát ra tín hiệu.
Những máy phát hiện kim loại cầm tay nhỏ hơn cũng được sử dụng để xác định các miếng kim loại trên người một cách nhanh chóng và chính xác hơn.

### Dò tìm dị vật trong sản phẩm
Trong công nghiệp thực phẩm, sản xuất thuốc, hóa chất, dệt,... và đóng gói sản phẩm không kim loại, thì việc để lọt mảnh vụn kim loại vào sản phẩm là điều rắc rối. Vì thế máy dò kim loại thường đặt ở dây chuyền trước khi đóng gói các sản phẩm để kiểm tra. Các sản phẩm đóng gói với bao bì không có kim loại thì có thể kiểm tra ở thành phẩm.